# Referendum w Protektoracie Saary w 1955 roku
Referendum w Protektoracie Saary w 1955 roku – referendum dotyczące statusu politycznego Protektoratu Saary. Zostało przeprowadzone w wyniku układów paryskich z 1954 zawartych pomiędzy Francją a Niemcami Zachodnimi.
23 października 1954 przedstawiciele Francji i RFN w ramach układów paryskich zawarli umowę o statucie Saary, którego wdrożenie uzależnione było od wyniku referendum. Dokument przewidywał europejski statut Saary w Unii Zachodnioeuropejskiej – pieczę nad sprawami zagranicznymi i dotyczącymi obrony miałby sprawować europejski komisarz, który miał również reprezentować Saarę w spotkaniach z ministrami spraw zagranicznych państw członkowskich Europejskiej Wspólnoty Węgla i Stali. Statut przewidywał zachowanie bliskich relacji gospodarczych z Francją i wprowadzanie podobnych z RFN, a także możliwość przeniesienia siedziby EWWiS do Saarbrücken.
W referendum większość mieszkańców protektoratu opowiedziała się przeciwko wprowadzeniu europejskiego statutu terytorium. 27 października 1956 w Luksemburgu Francja i RFN zawarły traktat na podstawie którego możliwe było przyłączenie Protektoratu Saary do Niemiec. 1 stycznia 1957 Saara stała sie 10. krajem związkowym Republiki Federalnej Niemiec.

## Wyniki
Czy akceptujesz europejski statut Saary, uzgodniony między Rządem Republiki Federalnej Niemiec a Rządem Republiki Francuskiej w dniu 23 października 1954 r. za zgodą rządu Saary?

| Tak                                 | 201 973 | 32,29  |
| Nie                                 | 423 434 | 67,71  |
| Razem                               | 625 407 | 100    |
| Głosy ważne                         | 625 407 | 97,55  |
| Głosy nieważne                      | 15 725  | 2,45   |
| Razem                               | 641 132 | 100,00 |
| Zarejestrowani wyborcy / frekwencja | 662 839 | 96,73  |
| Źródło: CVCE                        |         |        |

### Wyniki według okręgów
| Okręg                | Za      | Za    | Przeciw | Przeciw | Głosy nieważne | Suma głosów | Zarejestrowani wyborcy | Frekwencja |
| Okręg                | Głosy   | %     | Głosy   | %       | Głosy nieważne | Suma głosów | Zarejestrowani wyborcy | Frekwencja |
| -------------------- | ------- | ----- | ------- | ------- | -------------- | ----------- | ---------------------- | ---------- |
| Saarbrücken (miasto) | 30 858  | 39,10 | 48 063  | 60,90   | 1531           | 80 452      | 83 369                 | 96,50      |
| Saarbrücken (region) | 48 523  | 30,68 | 109 659 | 69,32   | 3339           | 161 521     | 166 349                | 97,10      |
| Saarlouis            | 36 074  | 34,63 | 68 094  | 65,37   | 3590           | 107 758     | 111 260                | 96,85      |
| Merzig-Wadern        | 16 980  | 32,67 | 34 991  | 67,33   | 1691           | 53 662      | 55 661                 | 96,41      |
| Ottweiler            | 30 620  | 30,66 | 69 256  | 69,34   | 2379           | 102 255     | 105 927                | 96,53      |
| Sankt Wendel         | 12 200  | 24,56 | 37 484  | 75,44   | 1266           | 50 950      | 52 824                 | 96,45      |
| St. Ingbert          | 15 866  | 37,39 | 26 573  | 62,61   | 1104           | 43 543      | 45 287                 | 96,15      |
| Homburg              | 10 852  | 27,02 | 29 314  | 72,98   | 826            | 40 992      | 42 125                 | 97,31      |
| Łącznie              | 201 973 | 32,29 | 423 434 | 67,71   | 15 725         | 641 132     | 662 839                | 96,73      |
| Źródło: CVCE         |         |       |         |         |                |             |                        |            |